# Fraudcast News
«Fraudcast News» (рус. Разоблачающие новости) — двадцать вторая, заключительная серия пятнадцатого сезона «Симпсонов». В ней рассказывается о том, как Лиза Симпсон выпускала свою собственную газету. В 2005 году серия получила премию Пола Сельвина, посвященную произведениям, затрагивающим тему Первой поправки.

## Сюжет
В торжественной обстановке мэр Куимби собирается присвоить статус национального достояния местной достопримечательности — скале в форме обрюзгшего человеческого лица, известного в Спрингфилде как «Хрыч-гора». В честь этого события Лиза сочинила стихотворение и готовится публично прочесть его. В это время Гомер Симпсон замечает, что из «брови» скалы растет небольшое дерево. Опасаясь, что со временем оно разрушит уникальный природный объект, Гомер забирается на скалу и вырывает дерево. Однако это приводит к прямо противоположным результатам — именно из-за его рывка скала разрушается и провоцирует оползень. Под оползень попадает Монтгомери Бёрнс, все решают, что он погиб.
Лиза расстроена тем, что из-за разрушения скалы никто не услышал её стихотворение. Тогда Мардж советует ей самостоятельно опубликовать его в самостоятельно же изданной газете. Эта идея приходится Лизе по душе, и она выпускает газету «The Red Dress Press», посвященную Хрыч-горе. Газета пользуется популярностью, поэтому Лиза собирает собственную редакцию (Барт Симпсон, Милхаус Ван Хутен, Мартин Принс, Нельсон Манц и Ральф Виггам) и продолжает регулярно выпускать свою газету.
Тем временем Вэйлон Смитерс скорбит по мистеру Бёрнсу. Однако выясняется, что скорбит он напрасно — из-за своей «уникальной стройности» Монтгомери Бёрнс выжил под обвалом, поместившись между камней. Питаясь насекомыми, червяками и кротовым молоком, он по межкаменным пустотам смог протиснуться к выходу из завала. Узнав, что все считают его мертвым, он решает воспользоваться случаем и изучить общественное мнение на свой счет. Результаты этого изучения не доставляют ему удовольствия: все спрингфилдские СМИ скорбят по Хрыч-горе и благодарны ей за то, что она сделала то, о чем все в Спрингфилде давно мечтали — прикончила Монтгомери Бёрнса.
Раздраженный таким к себе отношением, мистер Бёрнс решает скупить все городские СМИ. Спустя некоторое время ему это удается, и даже в «Щекотке и Царапке» он начинает рекламировать ядерную энергию и создавать себе положительный имидж. Единственной независимой газетой осталась газета Лизы, но редколлегия её распадается — Ральфа переманили в Чикаго Трибьюн, а всем остальным это больше неинтересно. Однако Барт не оставляет сестру, и вдвоем они продолжают выпускать газету, размещая там критические материалы про мистера Бёрнса.
Попытки Бёрнса купить и эту газету тоже терпят неудачу — даже в обмен на трех пони Лиза отказывается изменить тематику статей. Мистер Бёрнс решает не допустить выпуска газеты Лизы. Он отключает электричество в доме Симпсонов, но Лиза продолжает печатать газету на мимеографе. Тогда Бёрнс меняет тактику. Пригласив к себе Гомера и накормив его наркотиками, он выведывает у него компромат на Лизу. К такому ходу событий Лиза не готова и решает сдаться. Но протрезвевший Гомер, испытывая муки совести, выпускает собственную газету с опровержениями. Другие жители Спрингфилда, чтобы подбодрить Лизу, тоже начинают выпускать собственные, неподконтрольные Бёрнсу газеты. Мистер Бёрнс понимает, что свободу прессы купить ему не удастся, и, не желая признавать поражение, он вместе со Смитерсом отправляется по магазинам, чтобы поскорее забыть всю эту историю.

## Факты и культурные отсылки
- Название серии — отсылка к фильму Джеймса Брукса Телевизионные новости (англ. Broadcast news).
- Прыгающий со скалы Джереми Питерсон кричит: «Почему они отменили „Футураму“?». «Футурама» — другой проект Мэтта Грейнинга, который во время премьеры данной серии был приостановлен.
- Хрыч-гора и её обрушение — отсылка к скале Старик-гора, обрушившейся 3 мая 2003 года.
- На церемонии присвоения Хрыч-горе национального статуса играла американская рок-группа Blood, Sweat & Tears.
- По мнению Монтгомери Бёрнса, единственный человек, способный контролировать все средства массовой информации — владелец Fox Руперт Мёрдок.